# Toya Myogan
Toya Myogan (japanisch 名願 斗哉 Myogan Toya; * 29. Juni 2004 in Sakai, Präfektur Osaka) ist ein japanischer Fußballspieler.

## Karriere
Toya Myogan erlernte das Fußballspielen in der Jugendmannschaft von Gamba Osaka sowie in der Schulmannschaft der Riseisha High School. Seinen ersten Profivertrag unterschrieb er am 1. Februar 2023 bei Kawasaki Frontale. Der Verein aus Kawasaki spielte in der ersten Liga, der J1 League. Ins einer ersten Profisaison kam er in Liga nicht zum Einsatz. 2023 wurde er je einmal in der AFC Champions League, dem Ligapokal sowie im Pokal eingesetzt. Am 1. Februar 2024 wechselte er auf Leihbasis nach Sendai zum Zweitligisten Vegalta Sendai. Sein Zweitligadebüt gab Toya Myogan am 7. April 2024 (9. Spieltag) im Auswärtsspiel gegen Fujieda MYFC. Bei dem 1:1-Unentschieden wurde er in der 85. Minute für Ryūnosuke Sagara eingewechselt.